# Pánico

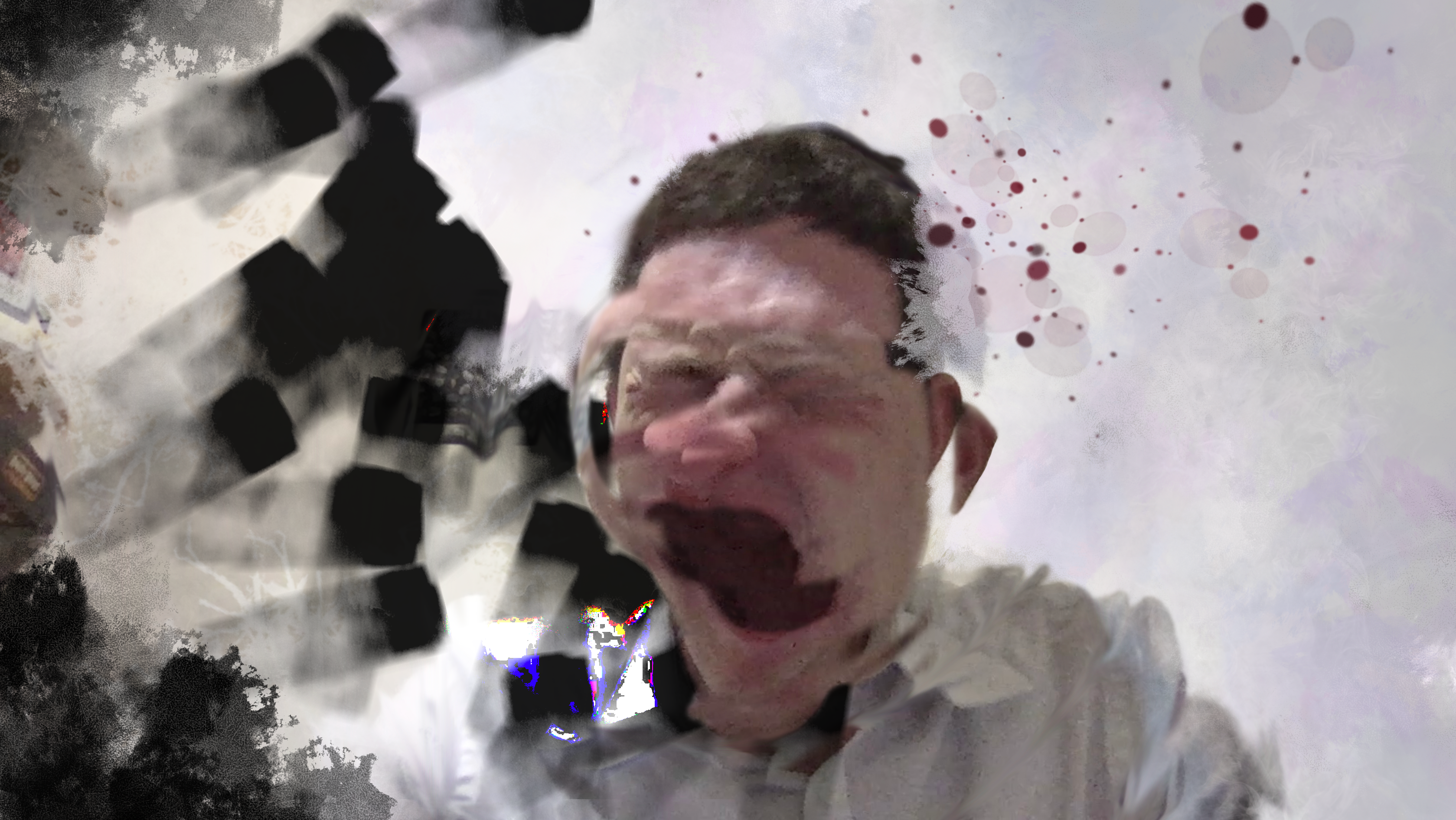
Impresión subjetiva del artista de cómo se siente un ataque de pánico.

Se llama pánico al miedo grande, al temor excesivo, a la cobardía extrema. Procede del griego Πανικός, Panikós, miedo provocado por el dios Pan. En realidad, la expresión completa es terror pánico. 
Según la mitología, el dios Pan usó de una estratagema tan ruidosa para vencer a los enemigos de Osiris, a quien él protegía, que aquellos huyeron aterrados. Desde entonces, alegan los autores antiguos, se llama así al terror excesivo e infundado.